# Акулово (станция)
Аку́лово — железнодорожная станция Большого кольца МЖД на участке Бекасово-1 — Кубинка-1. Находится на юго-западе Одинцовского района Московской области.
Названа по находящейся в полутора километрах к северо-востоку деревне Акулово. В пятистах метрах на северо-восток от станции (5 минут пешком по лесной дорожке) находится бывший закрытый военный городок пос. Кубинка-10 (Стройка).

## Описание
В границах станции находятся два остановочных пункта электропоездов:
- основной: Акулово (две пассажирские платформы)
- 214 км в северной горловине станции (две пассажирские платформы)

Кроме основного путевого развития (четыре пути), в границах станции находятся стрелочные съезды у платформ 214 км, где четыре пути с севера переходят в два (входные светофоры севернее съездов). Станция является узловой: трёхпутный перегон на север к станции Кубинка I, однопутный на северо-восток к станции Кубинка II (восточный путь, отделяющийся севернее платформ 214 км, только для грузовых поездов и поездов дальнего следования), двухпутный на юг к станции Пожитково.
У южной горловины станции (в 500 метрах на юг от основных платформ) находится железнодорожный переезд через Кубинское (Наро-Фоминское) шоссе, по нему проходит граница Наро-Фоминского и Одинцовского районов. На этом шоссе также находится автобусная остановка «Стройка» на восточной окраине пос. Кубинка-10, в километре на северо-восток от станции (автобус № 27 Наро-Фоминск—Кубинка, см. расписание, также по этому маршруту ходят маршрутки до Кубинки).

## Пассажирские платформы
На станции — две основные (одноимённые) платформы. Восточная (на Кубинку-1) — боковая, полной длины, первые два вагона — высокая, остальная часть низкая, западная (на Бекасово-1) — вся низкая, островная. Электропоезда могут идти не на «свою» платформу, объявляется дополнительно. Переход между платформами только по настилу в центре. Станционное здание с кассой находится с восточной стороны. Электропоезда используют два пути, смежные платформам.
Станция обслуживается электропоездами Киевского направления МЖД депо ТЧ-20 Апрелевка. Останавливаются все проходящие электропоезда.
- Поезда в сторону Кубинки — 7 раз в день — до станций Кубинка-2 или Поварово-2. Из них 2 раза в день — «прямые» из Апрелевки.
- Поезда в сторону Бекасово — 7 раз в день — до станций Детково, Столбовая, Бекасово-Сортировочное, Бекасово-1.

Прямых поездов до вокзалов или станций метро Москвы нет. Можно доехать только с пересадкой на радиальное направление. Время движения поезда до станции Кубинка-1 (пересадка на Смоленское направление) — примерно 15 минут, до Бекасово-1 (пересадка на Киевское направление) — примерно 18—20 минут.
До 90-х курсировали прямые поезда Смоленского направления на Белорусский вокзал как от Акулово, так и от Бекасово-1 через Акулово, и обратно, но потом были отменены (сначала от Бекасово-1, затем и от Акулово).
В предыдущие годы станция являлась конечной для нескольких электропоездов Большого кольца, в текущем расписании 2012 года все электропоезда сквозные.
До 2000-х интенсивность движения электропоездов была большей, сокращение произошло из-за уменьшения пассажиропотока и приоритета грузовых поездов.

## Грузовая работа
В прошлом с западной стороны станции находилась база строительства объекта ПРО (строительство было начато примерно в 1960 году), расположенного поблизости. Сюда по железной дороге доставлялись стройматериалы и оборудование. Для разгрузки вагонов имелся козловый кран. Небольшой бетонный завод производил материал для монолитных конструкций (помимо зданий и сооружений, большинство дорог имеют монолитное бетонное покрытие). Здесь же находились ангары грузового автотранспорта, обслуживавшего строительство (около 100 единиц).
После окончания строительства база использовалась для обеспечения работы объекта и обслуживавших его воинских частей.
Вследствие распада СССР и последовавшего за этим общего упадка в стране база была заброшена и постепенно пришла в плачевное состояние. С середины 90-х годов по назначению не использовалась, многие здания разрушились, имущество разворовано. В разное время здесь располагались спецстоянка задержанных автомобилей, учебная площадка автовождения. В 2007 году начались работы по реконструкции территории под грузовой терминал. Были восстановлены подъездные железнодорожные пути (разобранные за несколько лет до этого). Территория почти полностью преобразована и используется по новому назначению (Терминал компании ООО «Армада-А», входящей в ГК Аппарель).
7 июля 2009 года станция была открыта для грузовых операций на железнодорожных путях необщего пользования, принадлежащих ООО «Армада-А». Код ЕСР был сменён с 180078 на 180108.